# Clandestine (Album)
Clandestine (englisch für „heimlich, verstohlen“) ist das zweite Studioalbum der schwedischen Band Entombed. Es erschien im November 1991 auf Earache Records und gilt als wegweisendes Album des schwedischen Death Metals.

## Musikstil
Mit dem klassischen Death-Metal-Debüt Left Hand Path hatten Entombed bereits in der Szene einige Aufmerksamkeit erlangt. Insbesondere das Titelstück und Video, das brachiale Midtempo-Passagen und eingängiges Riffing aufwies und nicht selten auf MTV in der Sendung Headbangers Ball gespielt wurde, gab die Richtung vor, in die sich das Songwriting auf Clandestine entwickelte. Im Vergleich war es abwechslungsreicher und zugänglicher als der Vorgänger, ohne jedoch auf schnelle Teile zu verzichten.
Prägend war die druckvolle Produktion mit einem sägenden Gitarrenklang, die in der Folge Tomas Skogsberg zu einem der begehrtesten Produzenten der schwedischen Szene machte. Dazu kam der Gesang des als Ersatz für den zuvor ausgestiegenen Frontmann Lars-Göran Petrov geholten Johnny Dordevic von Carnage, der laut Album-Booklet von Schlagzeuger Nicke Andersson und Gitarrist Ulf Cederlund lediglich unterstützt wurde. Viele Rezensenten erwähnen jedoch Andersson als wirklichen Sänger. Dessen Shouting, weniger als Growls wie bei L.-G. Petrov angelegt, wird mit einer Mischung aus Tom Araya und Peter Steele verglichen. Laut einem Interview mit Nicke Andersson habe er auf Clandestine nicht gesungen, sondern Dordevic. Dem widerspricht wiederum das Booklet der 2001 veröffentlichten offiziellen DVD, in dem klargestellt wird, dass „Dordevic had never actually strained his pipes on the record.“
Die Fachpresse befand, der Stil des Albums insgesamt sei „eigentlich kein lupenreiner Death Metal mehr“. Das Album enthält auch einige die Tracks verbindende Synthesizer-Passagen sowie Samples. Andersson wollte ursprünglich noch mehr Samples verwenden, Skogsberg riet ihm aber davon ab. Die Samples in Living Dead stammen aus der Poe-Verfilmung The Masque of the Red Death mit Vincent Price von 1964.

## Entstehungsgeschichte
Lars-Göran Petrov hatte 1990 die Band verlassen müssen, da er sich mit Nicke Andersson überworfen hatte. Vom kurzfristig angeworbenen Orvar Säfström von Nirvana 2002, der auf der drei Stücke umfassenden Crawl-EP zu hören ist, hatten sich Entombed wieder getrennt. Als die Band Anfang 1991 ins Studio ging, wussten weder sie noch die Plattenfirma, wer auf Clandestine singen würde, so dass man befreundete Musiker vorsingen ließ. Insbesondere mit Blick auf die anstehende Tour wurde in diesem Zuge der vorherige Carnage-Bassist Dordevic als Sänger verpflichtet. Nicke Andersson, der auch (meist mit Cederlund) die Songs auf Clandestine verfasste, übernahm den Gesang auf dem Album. Gerüchten zufolge sollte später der zur Gods-of-Grind-Tour mit den Earache-Bands Carcass, Cathedral und Confessor zurück in die Band geholte L.G. Petrov „nochmal drübersingen“, was aber nicht geschah.

## Texte
„Für uns bedeutet 'Clandestine' etwas Verstecktes, etwas Geheimes, etwas, was du nicht jeden Tag siehst. Darum geht es, um die dunklen Dinge im Leben und im Tod. Dinge, über die man nicht jeden Tag nachdenkt, oder besser gesagt, nicht nachdenken will, da sie zu furchteinflößend und zu düster sind.“

Textlich gesehen wollte Andersson auf Clandestine neue Wege gehen und die „Gore“-Texte auf Left Hand Path hinter sich lassen, da sie „ein bisschen unoriginell“ seien. In Evilyn geht es etwa um die Gefahren des Verlangens, die in einer Frau personifiziert dargestellt werden sollen. Die das Genre nahelegende Beschäftigung mit dem Tod zieht sich durch die Texte, allerdings weniger in der Art und Weise von Pungent Stench, die Andersson zwar lobt, oder etwa Carcass. Vielmehr mache es Sinn über den Tod zu schreiben, da es „Linderung verschafft“.

## Rezeption
Wolf Rüdiger Mühlmann vom Rock Hard bezeichnete Clandestine neben dem Schaffen von At the Gates als das wohl „wichtigste Tondokument skandinavischer Todeskunst“. Sein Kollege Frank Albrecht sah in dem Album „verspielten, versierten Death Metal mit begnadeten Gitarrenläufen“ und lobte die „knackige Produktion“ sowie den „prima Gesang“ und vergab 9,5 von 10 Punkten. Auf Allmusic.com wurde die Platte von Jason Birchmeier mit 4,5 von 5 möglichen Sternen bewertet.

## Titelliste
1. Living Dead – 4:25  (Musik: Andersson / Text: Hellid)
2. Sinners Bleed – 5:11  (Musik: Andersson/Cederlund / Text: Andersson)
3. Evilyn – 5:05  (Musik: Andersson/Cederlund/Rosenberg / Text: Andersson)
4. Blessed Be – 4:47  (Musik: Andersson/Cederlund/Rosenberg / Text: Hellid)
5. Stranger Aeons – 3:25  (Musik: Andersson/Cederlund / Text: Kenny Dick Hakansson)
6. Chaos Breed – 4:53  (Musik: Andersson/Cederlund / Text: Hakansson)
7. Crawl – 6:14  (Musik und Text: Andersson. Bereits Titelstück der gleichnamigen EP)
8. Severe Burns – 4:01  (Musik und Text: Andersson)
9. Through the Collonades – 5:38  (Musik: Andersson / Text: Hakansson)

## Video
Zu Stranger Aeons, gleichzeitig Single bzw. EP mit den beiden „Outtake“-Stücken Dusk und Shreds of Flesh, wurde ein Videoclip gedreht, in dem Camilla Henemark, damals noch Frontfrau bei der Army of Lovers mitwirkt. Auf Nachfrage in MTVs Headbangers Ball gab die Band zu Protokoll, man sei gleichzeitig im Studio gewesen, so sei es zu der Zusammenarbeit gekommen. Als Sänger im Video ist noch Johnny Dordevic zu sehen. Regie führte Barry Maguire.

## Artwork
Das Cover-Artwork stammt von Dan Seagrave, der für etliche weitere Death-Metal-Bands, u. a. Dismember, Hypocrisy, Morbid Angel oder Pestilence tätig war und auch schon das Left-Hand-Path-Cover gestaltet hatte.